# A félelem utcája 2. rész: 1978
A félelem utcája 2. rész: 1978 (eredeti cím: Fear Street Part Two: 1978) 2021-ben bemutatott amerikai természetfeletti horrorfilm, amelyet Leigh Janiak rendezett, R. L. Stine Fear Street című regénye alapján. A félelem utcája 1. rész: 1994 című film folytatása. A főbb szerepekben Sadie Sink, Emily Rudd, Ryan Simpkins, McCabe Slye, Ted Sutherland látható.
Amerikában és Magyarországon 2021. július 9-én a Netflixen mutatták be.

## Cselekmény
1994-ben Deena és Josh Johnson megmentik Samet, Deena megszállt barátnőjét, és C. Berman házába utaznak segítségért. Berman kezdetben vonakodik, de beengedi őket, és elkezdi elmesélni a Nightwing tábor mészárlás eseményeit.
1978. július 19-én a shadyside-i Ziggy Bermant Sheila, egy sunnyvale-i táborozó és barátai lopással vádolják. Azzal vádolják, hogy boszorkány, és bosszúból felakasztják egy fára, majd öngyújtóval elégetik a karját, mielőtt a tábori tanácsadók, Nick Goode és Kurt közbelépnek. Ziggy nővére, Cindy és barátja, Tommy Slater éppen az étkezdét takarítják, amikor Ruby Lane anyja, Lane nővér megtámadja Tommyt, de a férfi legyőzi a nőt, akit később a rendőrség eltávolít a táborból. A sunnyvale-i tinédzserek azt hiszik, hogy Sarah Fier megszállta őt, akárcsak a lányát. Miközben a gyengélkedő után nyomoznak, Cindy és Tommy találkoznak Alice nevelőtiszttel, Cindy egykori barátnőjével, és annak barátjával, Arnie-val. Megtalálják Lane naplóját, amelyben az áll, hogy Fier alkut kötött az ördöggel, amikor a sátán kövén levágta a kezét, és ezzel elnyerte az örök életet. A naplóban találnak egy térképet is, amely Fier házához vezet.
A háznál üres sírokat találnak, amelyeket Lane nővér ásott ki, és felfedezik a boszorkány jelét a ház alatt. Alice és Cindy találnak egy falat, amelyre az összes shadyside-i gyilkos neve fel van vésve, köztük Tommy neve is. Az immár megszállt Tommy egy fejszével megöli Arnie-t, a lányok pedig egy barlangba menekülnek. A táborban Nick segít Ziggynek megtréfálni Sheilát, és bezárni a melléképületbe. Miközben ők ketten összebarátkoznak és csókolóznak, Tommy eléri a tábort és meggyilkol több shadyside-i táborozót, köztük Joant. Eközben Cindy és Alice megpróbálnak megszökni a naplóban lévő boszorkányjelet használva a barlang térképeként. Hamarosan egy halom megvert szervre bukkannak, és amikor Alice megérinti, a múlt összes gyilkosáról és áldozatáról megjelenik neki egy flashback. Miután Alice megsérül a lába, kibékül Cindyvel, és ketten elérik a melléképület alatt nyíló barlangot.
Miután megküzdöttek a dühös Sheilával és eszméletlenre verték, Ziggy és Gary tanácsadó megpróbálják megmenteni Alice-t és Cindyt, amíg Tommy le nem fejezi Garyt. Ziggy elrejtőzik Nickkel, amíg Tommy meg nem sebesíti, és el nem menekül az étkezőbe. Miközben a tábor többi tagja busszal távozik, Cindy megtalálja az utat az étkezdébe, míg Alice ott marad. Tommy megtámadja Ziggyt, de Cindy közbelép és megöli. Alice megérkezik, és elmondja nekik, hogy megtalálta a boszorkány kezét. Elkezdett vérezni, és rájött, hogy a sátán köve mellett ül, ahonnan kiásta.
A trió úgy dönt, hogy véget vetnek az átoknak, és egyesítik Sarah kezét a testtel. Ziggynek hirtelen vérezni kezd a keze, és látomást lát Sarah Fierről. Ez kiváltja az átkot, feltámasztva több shadyside-i gyilkost. Az újraélesztett Tommy megöli Alice-t, mielőtt Cindy lefejezi. Ziggy és Cindy elszaladnak a fához, ahol Fier-t felakasztották, a Shadyside gyilkosok pedig üldözőbe veszik őket. A fa körül elkezdenek ásnak, de csak egy követ találnak, amire a "A boszorkány örökké él" feliratot vésték. Amikor Cindy rájön, hogy a gyilkosok Ziggyt üldözik, elejti a kezet, és feláldozza magát. Mindkettejüket meggyilkolják, a gyilkosok pedig eltűnnek. Nick később megtalálja őket, és újraéleszti Ziggyt.
1994-ben Deena és Josh rájönnek, hogy C. Berman Ziggy, akinek az igazi neve Christine. Elmondják neki, hogy megtalálták a boszorkány holttestét, és most a kéz segítségével véget vethetnek az átoknak. Deena és Josh elmennek a Shadyside bevásárlóközpontba, amely a Nightwing tábor bezárása után épült, és kiássák a kezet ugyanaz a fa alól. Elviszik oda, ahol a holttestet eltemették, és Deena újra egyesíti a testet a kézzel. Deena orra vérzik, és újra 1666-ban találja magát, ahol most már ő Sarah Fier.

## Szereplők
| Szerep                   | Színész                   | Magyar hang     |
| ------------------------ | ------------------------- | --------------- |
| Ziggy Berman / C. Berman | Sadie Sink (fiatalon)     | Stern Hanna     |
| Ziggy Berman / C. Berman | Gillian Jacobs            | Györfi Anna     |
| Cindy Berman             | Emily Rudd                | Mentes Júlia    |
| Alice                    | Ryan Simpkins             | Sodró Eliza     |
| Tommy Slater             | McCabe Slye               | Csiby Gergely   |
| Nick Goode               | Ashley Zukerman           | Varga Gábor     |
| Nick Goode               | Ted Sutherland (fiatalon) | Baráth István   |
| Mary Lane nővér          | Jordana Spiro             | Orosz Anna      |
| Deena                    | Kiana Madeira             | Tamási Nikolett |
| Josh                     | Benjamin Flores Jr.       | Nagy Gereben    |
| Samantha Fraser          | Olivia Scott Welch        | Nem szólal meg  |
| Sheila                   | Chiara Aurelia            | Koller Virág    |
| Ruby Lane                | Jordyn DiNatale           |                 |
| Gary                     | Drew Scheid               | Bogdán Gergő    |
| Arnie                    | Sam Brooks                | Hajdu Tibor     |
| Kapinski biztos          | Paul Teal                 | Jakab Márk      |
| Joan                     | Jacqi Vené                | Dér Marus       |
| Kurt                     | Michael Provost           | Jéger Zsombor   |
| Will Goode polgármester  | Matthew Zuk               | Novkov Máté     |
| Will Goode polgármester  | Brandon Spink (fiatalon)  | Szécsi Bence    |
| Sarah Fier               | Elizabeth Scopel          | Lamboni Anna    |

### Magyar változat
- Magyar szöveg: Dittrich-Varga Fruzsina
- Hangmérnök: Farkas László
- Vágó: Simkóné Varga Erzsébet
- Gyártásvezető: Kincses Tamás
- Szinkronrendező: Marton Bernadett
- Produkciós vezető: Várkonyi Krisztina

A szinkront a Mafilm Audio Kft. készítette el.

## A film készítése
2015. október 9-én jelentették be, hogy a 20th Century Studios (akkor még 20th Century Fox néven) és a Chernin Entertainment egy filmet fejleszt R. L. Stine Fear Street-sorozatából. 2015-ben Zak Olkewiczet szerződtették a második film forgatókönyvének megírására, míg Kyle Killen és Silka Lusia az első és a harmadik részt kapta meg. 2017 júliusában Leigh Janiakot szerződtették a projekt vezetésére. Eredetileg Alex Ross Perry lett volna a második rész rendezője. 2019 márciusában Perry lemondott, és megerősítették, hogy Janiak rendezi mindhárom filmet.
2019 áprilisában Gillian Jacobs, Sadie Sink, Emily Rudd és McCabe Slye csatlakozott a szereplőgárdához. 2019 márciusában megkezdődött az első film forgatása [[Atlanta 
(Georgia)|Atlantában]] és East Pointban. Annak ellenére, hogy a trilógia második filmje volt, ez volt az utolsó a három film közül, amelyet leforgattak. 2019 szeptemberében fejeződött be a forgatás.